# Cockayne Hatley
Cockayne Hatley – wieś w Anglii, w hrabstwie ceremonialnym Bedfordshire, w dystrykcie (unitary authority) Central Bedfordshire. Leży 21 km na wschód od centrum miasta Bedford i 70 km na północ od centrum Londynu. Miejscowość liczy 75 mieszkańców.